# Survivor Series (2011)
Survivor Series – gala wrestlingu, która odbyła się 20 listopada 2011 w Madison Square Garden.

## Wyniki walk
| Lp   | Mecz | Stypulacja                                     | Zwycięzca                                | Czas  |
| ---- | --- | ---------------------------------------------- | ---------------------------------------- | ----- |
| Dark | Santino Marella vs. Jinder Mahal | Singles Match                                  | Santino Marella                          | 05:35 |
| 1    | John Morrison vs. Dolph Ziggler | Singles Match + WWE United States Championship | Dolph Ziggler                            | 10:44 |
| 2    | Beth Phoenix vs. Eve Torres | Lumberjill Match + WWE Divas Championship      | Beth Phoenix                             | 04:35 |
| 3    | Team Barrett (Wade Barrett, Cody Rhodes, Dolph Ziggler, Jack Swagger & Hunico) vs. Team Orton (Randy Orton, Sheamus, Mason Ryan, Kofi Kingston & Sin Cara) | Traditional Survivor Series Tag Team Match     | Team Barrett                             | 22:10 |
| 4    | Mark Henry vs. Big Show | Singles Match + World Heavyweight Championship | Big Show (Wygrana przez dyskwalifikację) | 13:04 |
| 5    | Alberto Del Rio vs. CM Punk | Singles Match + WWE Championship               | CM Punk                                  | 17:17 |
| 6    | John Cena & The Rock vs. Awesome Truth (The Miz & R-Truth)                                                                                                 | Tag Team Match                                 | John Cena & The Rock                     | 21:35 |

### Eliminacje
| Eliminacja | Wrestler                                  | Drużyna                                   | Wyeliminowany przez                       | Metoda eliminacji                         | Czas                                      |
| ---------- | ----------------------------------------- | ----------------------------------------- | ----------------------------------------- | ----------------------------------------- | ----------------------------------------- |
| 1          | Dolph Ziggler                             | Barrett                                   | Randy Orton                               | RKO                                       | 01:33                                     |
| 2          | Sin Cara                                  | Orton                                     | N/A                                       | kontuzja podczas eliminacji               | 03:44                                     |
| 3          | Mason Ryan                                | Orton                                     | Cody Rhodes                               | Cross Rhodes                              | 08:52                                     |
| 4          | Kofi Kingston                             | Orton                                     | Wade Barrett                              | Wasteland                                 | 14:06                                     |
| 5          | Sheamus                                   | Orton                                     | N/A                                       | DQ                                        | 18:30                                     |
| 6          | Jack Swagger                              | Barrett                                   | Sheamus                                   | Brogue Kick                               | 19:33                                     |
| 7          | Hunico                                    | Barrett                                   | Orton                                     | RKO                                       | 21:38                                     |
| 8          | Randy Orton                               | Orton                                     | Barrett                                   | Wasteland                                 | 22:10                                     |
| Zwycięzcy: | Wade Barrett & Cody Rhodes (Team Barrett) | Wade Barrett & Cody Rhodes (Team Barrett) | Wade Barrett & Cody Rhodes (Team Barrett) | Wade Barrett & Cody Rhodes (Team Barrett) | Wade Barrett & Cody Rhodes (Team Barrett) |